# 김영인 (1952년)
김영인(1952년 9월 5일 ~ )은 대한민국의 배우 겸 기업인이다.

## 생애
1971년부터 방영된 MBC 범죄, 수사 드라마 수사반장으로 데뷔하였다.
이후 MBC 베스트극장, 제3공화국과 KBS 2TV 폴리스, MBC 미니 시리즈 여자의 남자 등에 출연하였다. 
2003년 SBS 대하 드라마 야인시대에서 배우 심영 역(심영 (야인시대) 참고)을 맡았을 때 "내가 고자라니"라는 대사가 인터넷 사이트 디시인사이드 합성필수요소갤러리(합필갤)에서 패러디로 소개되어 많은 인기를 끌었고, 2013년 KBS 2TV 일일시트콤 일말의 순정의 13화, 64~65화에서도 출연하였다.
김두한 역할을 맡았던 김영철이 김영인과 같은 광산 김씨다. 이후 심영 역을 맡아서 얻은 인기로 인해 전국적으로 유명세를 타서 이런저런 역할에 캐스팅되었다.

## 경력
- 한국방송연기자협회
- 한국영화배우협회

## 출연

### 방송

#### 드라마
- 1971년 MBC 수사반장
- 1983년 MBC 조선왕조 오백년
- 1993년 MBC 제3공화국
- 1994년 MBC 여자의 남자
- 1994년 KBS 2TV 폴리스
- 2003년 SBS 야인시대 - 심영 역
- 2004년 MBC 영웅시대
- 2005년 KBS 2TV 그녀가 돌아왔다
- 2006년 SBS 연개소문
- 2010년 SBS 자이언트
- 2013년 TvN 푸른거탑 - 심 대령 역

#### 예능
- 2010년 Y-STAR 디시인사이드쇼
- 2013년 TvN SNL 코리아

### 영화
- 2005년 바리바리 짱 - 흑곰 역
- 2018년 미친도시 - 인민위원장 역

## 인터넷 밈

### 내가 고자라니
2003년 SBS 드라마 야인시대 심영 역에서 연기한 디시인사이드의 한 익명의 네티즌들로부터 김두한에게 피격당해 목숨은 건졌지만 대신 고자가 된 배우 심영의 비통한 절규를 담은 영상을 패러디하여 인기를 끌었다. 이 인기의 여파로 2008년 디시인사이드가 "2008년 올해 최고의 유행어는?"이라는 주제로 실시한 설문조사에서 MBC 드라마 베토벤 바이러스에 등장하는 강마에의 대사인 "똥덩어리"에 이어 2위를 차지했다.

## 개인사
봉자라는 강아지를 키우고 있다고 밝혔다.

## 기타
- 1940년생 동명이인이 있다.
- 한때 네이버에서 심영을 검색하면 배역 캐릭터나 모티브가 된 실존 인물이 아닌 김영인 배우의 정보가 나왔었다.